# Andreea Ghițescu
Andreea Ghițescu (* 10. März 1997) ist eine rumänische Tennisspielerin.

## Karriere
Ghițescu begann mit fünf Jahren das Tennisspielen und bevorzugt Hartplätze. Sie gewann bisher fünf Doppeltitel auf der ITF Women’s World Tennis Tour.

## Turniersiege

### Doppel
| Nr. | Datum              | Turnier    | Kategorie   | Belag     | Partnerin                 | Finalgegnerinnen                      | Ergebnis          |
| --- | ------------------ | ---------- | ----------- | --------- | ------------------------- | ------------------------------------- | ----------------- |
| 1.  | 14. September 2014 | Bukarest   | ITF $10.000 | Sand      | Raluca Ciufrila           | Ioana Ducu Julia Helbet               | 6:72, 6:1, [10:7] |
| 2.  | 2. Mai 2015        | Antalya    | ITF $10.000 | Hartplatz | Nicoleta-Cătălina Dascălu | Camila Fuentes Muge Topsel            | 6:3, 6:1          |
| 3.  | 10. Oktober 2015   | Antalya    | ITF $10.000 | Hartplatz | Nicoleta-Cătălina Dascălu | Anna Bondár Rebeka Stolmár            | 6:4, 3:6, [10:5]  |
| 4.  | 30. September 2017 | Antalya    | ITF $15.000 | Sand      | Georgia Crăciun           | Amina Anschba Melis Sezer             | 6:2, 6:2          |
| 5.  | 12. Mai 2018       | Karlskrona | ITF $15.000 | Sand      | Cristina Adamescu         | Astrid Wanja Brune Olsen Malene Helgo | 7:5, 7:5          |